# فابيو كاميلو دي بريتو (لاعب كرة قدم)
فابيو كاميلو دي بريتو هو لاعب كرة قدم برازيلي في مركز الدفاع، ولد في 6 يونيو 1975 في البرازيل. لعب مع نادي كوريتيبا.